# جورجوو (صربستان)
جورجوو (به صربی: Đurđevo) یک منطقهٔ مسکونی در صربستان است که در Žabalj municipality واقع شده‌است. جورجوو ۵٬۱۳۷ نفر جمعیت دارد.